# Profondeur d'un cratère
La profondeur d'un cratère, sur une planète comme la Terre ou un satellite naturel comme la Lune, est la distance entre le haut des bords du cratère (ligne de crète) et le haut de la lentille de brèches qui recouvre le fond du cratère. Cette définition s'applique autant à un cratère d'impact, qu'un cratère volcanique, ou encore un cratère d'explosion (cas des explosions nucléaires souterraines).

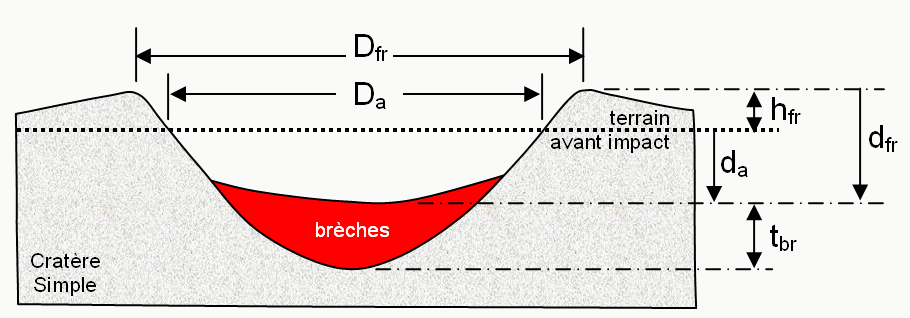
Schéma d'un cratère simple de profondeur

Pour un cratère simple, on a la relation suivante :
{\displaystyle d_{fr}=d_{tc}+h_{fr}-t_{br}\,}
où {\displaystyle d_{fr}} représente la profondeur du cratère, {\displaystyle d_{tc}=d_{a}+t_{br}} est la profondeur du trou lors de l'impact, {\displaystyle h_{fr}} la hauteur des bords du cratère, et {\displaystyle t_{br}} la hauteur de brèches.